# Right Here, Right Now (My Heart Belongs to You)
Right Here, Right Now (My Heart Belongs to You) to piosenka szwedzkiej piosenkarki Agnes Carlsson, napisana przez Jörgena Elofssona na potrzeby serii szwedzkiego Idola. Singel ten został singlem zwycięzcy Pop Idol 2005 w Szwecji, Agnes. Piosenka znajduje się na debiutanckim albumie artystki, Agnes. Zadebiutowała ona w Szwecji na pierwszym miejscu i utrzymywała się przez 6 tygodni.

## Lista utworów
CD singel
1. "Right Here Right Now (My Heart Belongs to You)" – 4:09
2. "Right Here Right Now (My Heart Belongs to You)" [Wersja instrumentalna] – 4:09

## Pozycje na listach
| Lista (kraj)                | Najwyższa pozycja |
| --------------------------- | ----------------- |
| Sverigetopplistan (Szwecja) | 1                 |

## Wersja Raffaëli
Raffaëla Paton wykonała ponownie utwór Right Here, Right Now (My Heart Belongs to You), zwyciężając Idols 2006 w Holandii. Singel również zadebiutował na listach przebojów na 1. miejscu.

### Lista utworów
CD singel/Digital download
1. "Right Here Right Now (My Heart Belongs to You)" – 3:36
2. "Right Here Right Now (My Heart Belongs to You)" [Instrumental] – 3:37

### Teledysk
Teledysk do Right Here, Right Now (My Heart Belongs to You) ukazuje sceny występów Raffaëli w Idols, zdjęcia, gdy Raffaëla była małą dziewczynką oraz gdy odbiera nagrodą w postaci złotej płyty.

### Pozycje na listach
| Lista (kraj)              | Najwyższa pozycja |
| ------------------------- | ----------------- |
| Dutch Top 40              | 1                 |
| Dutch Mega Single Top 100 | 1                 |
| Dutch Mega Top 50 Airplay | 1                 |